# Marion Ramsey
Marion Ramsey (Filadelfia, Pensilvania; 10 de mayo de 1947 - Los Ángeles, California; 7 de enero de 2021) fue una actriz y cantante estadounidense conocida internacionalmente por interpretar a Laverne Hooks en la franquicia de Police Academy. 

## Carrera artística
También intervino en las producciones de las películas de SyFy: Lavantula y su secuela.
Aparte de su carrera como actriz, colaboró junto a Haras Fyre en la composición de varios singles de Gary Glitter, entre las que se encuentran Supernatural Thing, This Time I'll Be Sweeter y Satan's Daughter entre otras.